# آرثر باباس
آرثر باباس (بالإنجليزية: Arthur Papas)‏ هو مدرب كرة قدم ولاعب كرة قدم أسترالي، ولد في 12 فبراير 1980 في ملبورن في أستراليا.

## وصلات خارجية
- آرثر باباس على موقع قاعدة بيانات كرة القدم.إي يو (الإنجليزية)
- آرثر باباس على موقع Soccerway.com (الإنجليزية)
- آرثر باباس على موقع عالم كرة القدم.نت (الإنجليزية)